# Scolopia pusilla
Scolopia pusilla är en videväxtart som först beskrevs av Joseph Gaertner, och fick sitt nu gällande namn av Carl Ludwig von Willdenow. Scolopia pusilla ingår i släktet Scolopia och familjen videväxter. Inga underarter finns listade i Catalogue of Life.